# Січень 2014
Сі́чень 2014 — перший місяць 2014 року, що розпочався у середу 1 січня та закінчився у п'ятницю 31 січня.

## Події
- 1 січня
  - Латвія офіційно переходить на євро.
  - Початок головування Греції у ЄС.
- 11 січня — «Святошинська ніч» — силове протистояння, що сталося біля будівлі Києво-Святошинського райсуду під час протистояння мітингувальників з спецпідрозділами міліції у ході Революції гідності.
- 13 — 26 січня — Відкритий чемпіонат Австралії з тенісу 2014
- 16 січня — чорний четвер — день, в який парламентська більшість в Україні заявила про прийняття дев'яти так званих «законів про диктатуру», а також державного бюджету на 2014 рік.
- 19-21 січня — події в Києві у ході Революції гідності як реакція на загострення протистояння Євромайдану з офіційною владою України після прийняття «Законів про диктатуру».